# Haus Nordherringen
Das Haus Nordherringen, das nach seinen früheren Besitzern auch Torksburg oder Torcksburg genannt wird, war eine mittelalterliche Befestigungsanlage (Wasserburg) in Herringen. Die Reste des Gebäudes wurden im 19. Jahrhundert abgebrochen, der Bauplatz später mit dem Datteln-Hamm-Kanal überbaut. Vermutlich von dem Hause stammende Baureste des 16. Jahrhunderts wurden in der katholischen Kirche von 1771/75, der Nachfolgerin der alten Burgkapelle, eingemauert.

## Lage
Der ehemalige Burgsitz Nordherringen lehnte sich im Norden an die Lippe an, während ihm im Osten der Herringer Bach Deckung bot. Vor der Lipperegulierung (1855–1895) konnte man jenseits der Nordherringer Lippebrücke (Richtung Münsterland), über die der Weg vom Wittekindsblock nach Nordherringen führt, in den Wiesen beiderseits der Wegböschung Vertiefungen, Rinnen und Aufwerfungen erkennen. Dort befanden sich die Reste der Fundamente der Torcksburg. Die Lippe war damals die nördliche Sicherung des Hauses; seit ihrer Regulierung befindet sich hier nur noch ein toter Seitenarm. Im Süden speiste der Herringer Bach eine fast 300 m lange Gräfte, die aus dem Burrgelände eine weiträumige Insel machte. Anfang des 20. Jahrhunderts wurden die Reste der Burg dann mit dem Datteln-Hamm-Kanal überbaut.
Im Mittelalter verlief die Lippe anders. Noch 1570 hieß es: Item wahr, das solicher Markischer Heuser mehr als des Torcken Sitz zu Hering in Vorzeiten gleichfalls uf jener seiten der Lippe gelegen, und aber durch zugefalne Veränderung oder Veranlassung des alten Rinnsals (südlich der Lippe) befinden werden. Zu jener Zeit ging es um die Grenzziehung Münster – Mark. Eine wohl aus dem gleichen Anlass gefertigte Lippekarte zeigt dat Torkeschen Huiß, ähnlich wie das benachbarte Haus Stockum, auf einer Insel im Lippestrom.
Die Wasserburg (damals Wasserburg Heringen mit nur einem „r“) und der Ort, an dem sie lag, wurden auch Torks Platz genannt. Die Burganlage soll gegenüber dem Haus Laake gelegen haben.

## Geschichte

### Gründung
Die Bedeutung des Hauses Nordherringen für den Ausbau der märkischen Landeshoheit ist umstritten und nach wie vor nicht abschließend untersucht. Einige Forscher vertreten die Ansicht, dass das Haus, ähnlich wie Heidemühlen, Haaren und Nienbrügge, bereits um 1187 als Brückenkopf gegen das feindliche Münsterland befestigt worden sein soll. Andere Forscher halten es für wahrscheinlich, dass Haus Nordherringen das märkische Gegenstück zur Anfang des 13. Jahrhunderts zerstörten Homburg war, die sich nur einen halben Kilometer lippeabwärts befand. Die Homburg diente den Grafen von Berg zur Sicherung ihrer Besitztümer gegen die Ansprüche Münsters und zur Sicherung der Lippegrenze nach Norden, Haus Nordherringen hätte demnach diese Rolle für die Grafen von der Mark übernommen. Unbestritten ist wohl, dass es den Grafen von der Mark nicht gleichgültig sein konnte, wer an der Grenze zum Bistum Münster saß. Zur kritischen Zeit des Ausbaus Nordherringens wurde das Lehen nur mit Gefolgsleuten besetzt, die als unbedingt grafentreu bekannt waren. Ob es eine planvolle, frühe Burggründung an dieser Stelle gegeben hat, ist trotzdem nicht erwiesen. Urkundlich erwähnt wird das Haus erstmals zwischen 1312 und 1327 im Zusammenhang mit der Gründung einer Kapelle. Der damalige Besitzer, Hermann Volenspit, bezeichnete die Kapelle im Jahre 1383 als „belegen in myne hove“. Obwohl das Gut damals bereits Befestigungen besaß, um sich in Notzeiten auf die Lippeinsel zurückziehen zu können, hatte es in diesem Jahr also noch den Charakter eines Oberhofes.
Das mittelalterliche Nordherringen war nicht besonders groß. Beiderseits der Lünener Straße, des alten Lippehellwegs, sind für das Spätmittelalter eine Reihe von Kotten bezeugt, die später der Hovesaat des Gutes einverleibt wurden. Über den Deutzer Lehnshof Brand heißt es 1686: Einige ansehnliche Stücker wären alieniret (entfremdet) worden. 1705 wird vom Böckhof gesagt: Ist wüst und in die Torckse Hovesaat einbezogen. Das adelige Gut Nordherringen kann also auf Herringer Gebiet nur wenige Landstücke in unmittelbarer Nähe der ritterlichen Behausung besessen haben. Allerdings hatten seine Besitzer das Markenrichteramt in den Bockumer Marken Dornheide, Hölterbrede, Lausbach, Nierfeld und Wellinghaus, einem Weide- und Waldgebiet von 336 Morgen Größe, inne. Sie beanspruchten auch das Recht auf Fischerei im Lausbach.

### Die von Heringen
Zunächst hatten die von Heringen das Haus Nordherringen inne. Über diese Familie ist heute so gut wie nichts mehr bekannt.

### Die Volenspits
Die nächsten Inhaber Nordherringens stammten aus der Familie Volenspit. Es ist fraglich, ob bereits Dietrich Volenspit Nordherringen zum Lehen hatte oder erst sein Sohn Pultian. Letzterer drängte seine Söhne Gottfried und Dietrich zur Stiftung einer Kapelle auf dem Anwesen, die diese 1312 dann auch durchführten. Die Hofesländereien scheinen für die Volenspits vollkommen ausreichend gewesen zu sein. Ihr Dienst im Gefolge der Grafen von der Mark nahm sie so in Anspruch, dass sie ihrem Herringer Sitz nur gelegentlich Besuche abstatten konnten.
Im Besitz der Volenspits nahm das Haus Nordherringen nur eine untergeordnete Rolle ein. Die Familie knüpfe überall Lehensverbindungen an, kaufte auf, heiratete ein und verteilte sich auf das ganze Amt Hamm. Die wichtigsten Niederlassungen des Hauses Volenspit lagen in Lünen östlich Unna (Volenspit gt. Dolberg), zur Vorhelm (Volenspit gt. Vette) und auf Heidemühlen in der Gemeinde Uentrop. Vermutlich beerbten sie auch die Edelherren von Dolberg. Aus ihren umfangreichen Erwerbungen schufen sie sich, wie selbstständige Landesherren, einen eigenen Lehnsverband. Da Nordherringen für die Volenspits keine große Bedeutung hatte, ist selbst Gottfried, Erbherr des Gutes und Mitbegründer der Kapelle, nur einmal im Zusammenhang mit dem Kirchspiel Herringen urkundlich erwähnt. Das Deutzer Lehnsregister notierte um 1350: Herr Gottfried von Volenspeyt hat die Güter zu Merschen, die er von Wilhelm Merschen gekauft hat (Bauerschaft Merschhoven, Ksp. Bockum) zu Mannlehn erhalten. Ferner die Pipelbroke genannten Güter, gelegen im Kirchspiel Boycheym (Bockum), die er von Friedrich gt. Kotmann gekauft hat.
Zwischen 1361 und 1385 ging es mit den Volenspits auf Nordherringen zu Ende. Gottfrieds ältester Sohn Dietrich tauschte 1361 mit dem Edlen Balduin von Steinfurt das Eigentumsrecht der Steinfurter Zehnten in den Kirchenspielen Ahlen und Sendenhorst gegen ein Allod zu Herringen. Vorübergehend wurde das Haus tom Bezege (auf dem Beisey, Nordherringen; Näheres ist nicht bekannt) Steinfurter Lehen.

### Kapelle zu Nordherringen
Gottfried und Dietrich Volenspit, Pultians Söhne, erklärten sich 1312 „uff bitterlick anhalden Pulciani militis ires Vaders“ zur Stiftung und zum Bau einer Kapelle auf dem Gut Nordherringen bereit und überstellten das Haus Afhuppe im Kirchspiel Methler zur Ausstattung. 1319 gab Hermann Zuadland, Pastor von Herringen, seine Zustimmung. 1322 stifteten die Volenspits die Kapelle, die daraufhin von Weihbischof Hermann geweiht wurde. Unter der Bedingung, dass die Herringer Pfarrkirche keinen Schaden dadurch habe und dass die Burgbewohner Taufe, Abendmahl und letzte Ölung in der Mutterkirche zu Herringen empfangen sollten, gab im Jahre 1327 der Abt von Deutz seine Zustimmung. Im gleichen Jahr traf auch die Einwilligung des Dortmunder Archidiakons ein. Daraufhin konnte Erzbischof Heinrich von Köln bekanntgeben, in Herringen befinde sich eine Kapelle, mit Renten begünstigt und mit einem Priester versehen.
Ein Teil der Volenspitschen Güter ging zwischen 1370 und 1385 an die Kapelle, so dass es das Haus Nordherringen unter den Volenspits zu keiner nennenswerten Grundherrschaft brachte. Die wenigen dem Hause eigenen Kötter wohnten südlich des Gutes sowie auf oder in der Nähe des Beiseys. Zwischen 1370 und 1388 erfuhr die Kapelle eine unerwartete Bereicherung. Lambert Volenspit, Rektor der Kapelle, kaufte diese von seinen Verwandten; namentlich waren dies Godeke, Dietrich und seine Tochter Grete sowie der durch seine Frau Gertrud mit den Volenspits verschwägerte Hermann von Herringen. 1383 versah Herr Goscath van Hetvelde die Kapelle. Lambert Volenspit hatte die Pfarrei Heessen übernommen, fuhr aber fort, die Familienstiftung zu begünstigen.
Die großzügigen Zuwendungen erweckten die Aufmerksamkeit der märkischen Behörden. Dem Grafen konnte der Besitzzuwachs kirchlicher Einrichtungen nicht gleichgültig sein. Als Eigentum der Toten Hand ging er seiner Besteuerung verloren und minderte die Staatseinnahmen. Vor diesem Hintergrund spielte sich wohl auch der Zwischenfall ab, den Hermann Vollenspit 1386 zu Protokoll gab: Mit Furcht und Zwang sei er durch des Grafen Engelbert III. von der Mark Amtleute und Diener angehalten worden, zu der Kirche in Herringen zu gehen, Gottesdienste zu hören und die Sakramente zu empfangen. Obwohl er und syne Vurellern Inhaber des Huises Northerringen, und all syn Hussgesinde je und all tydt toe vurg, Capellen gangen, Goetsdienst t hoeren, dabye t syn und dat Sacrament des Altars in derselben to empfangen. Wie der Streit ausging, ist nicht bekannt. Es ist aber auch möglich, dass der Herringer Pfarrer den amtlichen Eingriff veranlasst hatte, da ihm durch die Schenkungen die kirchlichen Abgaben verloren gingen.
Grundstücke und Kotten wurden später, vermutlich im Dreißigjährigen Krieg, dem Hause Nordherringen zugeschlagen. Die Torcks entschädigten die Kapelle durch anderweitige Leistungen. 1385 endeten die Zuwendungen der Volenspits an ihre Hauskapelle. Von nun an wurden die Smelings Besitzer der Herrschaft auf Nordherringen.
In der Burgkapelle feierten die Franziskaner aus Hamm von 1672 bis 1775 die Messe für die katholisch gebliebenen Bewohner Herringens. In der Herringer Geschichte heißt es dazu: Die wenigen verbliebenen Katholiken des alten Kirchspiels hatten nach der Reformation nur noch die 1332 errichtete Burgkapelle der Torksburg, in der sie Gottesdienste feiern konnten. Betreut wurden sie seit 1672 von den Franziskanerpatern aus dem Kloster St. Agnes. Als die Burgkapelle mehr und mehr verfiel und auch der Burgherr evangelisch wurde, musste eine neue Kirche gebaut werden.

### Die Smelings
Die Familiengeschichte der Smelings lässt sich nur über einen Zeitraum von 150 Jahren verfolgen. Ihre Herkunft ist unbekannt. Im Raum Hamm ist von ihnen erstmals im Jahre 1340 die Rede. In Heeren-Werve begütert, heiratete Johann Smeling vermutlich um 1390 auf Nordherringen ein. Graf Adolf III. von der Mark belehnte ihn 1392 zu Mannlehn mit dem huys to Naerheringe. Ungefähr zeitgleich ließ sich Hermann Smeling (wahrscheinlich Johanns Bruder) im südlichen Münsterland nieder. Die Volmarsteiner unterbelehnten ihn 1397 mit dem Höfesverband Blasum in der Bauerschaft Stockum. Der Abt zu Deutz gab ihm 1401 den Bockumer Hof Pipelbrock zu Lehen.
Johann Smeling starb vor 1396. Seine Söhne Johann und Dietrich ließen sich 1426 und 1428 je zur Hälfte mit dem Hof Blasum belehnen. Dietrich verzichtete 1429 zu Gunsten seines Bruders, so dass Johann 1435 das ganze Lehen erhielt.
Vorübergehend entwickelte sich auf Blasum eine selbstständige Linie der Smelings. Ähnlich wie andere ritterliche Schultheiße trennten sie einige Morgen Salland des Schulzenhofes ab und sicherten sie mit Wall und Graben. Noch um 1800 konnte man im Kuhkamp Schulze-Blasums die verfallenen Gräben und Wälle sehen, die der Chronist Pfarrer Kumann zu Bockum mit den Volenspits in Verbindung bringt. Ein Zusammenhang besteht außerdem zwischen der Schmelingschen Niederlassung beim Hof Blasum und dem adlich fryen Hauß die Adolphsburg genannt. 250 m nördlich der Hofestelle, im Winkel des Lausbaches gelegen, darf man in ihm den Nachfolger des Schmelingschefen Hauses Blasum vermuten.
Wirtschaftliche Schwierigkeiten und Geldnöte bleiben auch den Schmelings nicht erspart. Wegen eines nicht näher bekannten Vergehens setzte die Stadt Hamm Gerd Smeling, der Gerd van Blashem (Burgsitz Blasum) genannt wurde, gefangen. Am 6. Juni 1421 ließen ihn die Hammer mitsamt seinem mitgefangenen Knecht Johann Schutte wieder frei, nicht ohne ihn vorher Urfehde schwören zu lassen.
1438/41 übernahm Dietrich Smelling das väterliche Erbe Nordherringen. Das Gut war bereits mit sieben Goldgulden belastet. Ein Rentenverkauf aus dem Lettenbruch, dem Beringhof im Kirchspiel Bönen und dem Haus Nordherringen, ausgestellt auf den Namen Dietrichs und seiner Frau Heilburg, schmälerte die Jahreseinkünfte um weitere 14 Goldgulden.
Die Smellings mussten Lettenbruch und Beringhof im Jahre 1467 aufgeben. Wann sie Nordherringen den Torcks überließen, lässt sich nicht auf ein Jahr genau feststellen.

### Familie von Torck
Der früheste Hinweis für die Torck auf Nordherringen stammt aus dem Jahr 1496. Gleich dreimal wird Godert (Gottfried) Torck als zu Herringen wohnhaft vermerkt.
Im Gegensatz zu vielen anderen Adeligen, die mit der Zeitenwende des ausgehenden Mittelalters nicht zurechtkamen, bedeuteten die Jahre vor dem Dreißigjährigen Krieg für die Familie Torck eine Zeit wachsenden Wohlstandes. Man hatte sich an die veränderten Bedingungen angepasst. Im ausgehenden Mittelalter nahm die Organisation der Landesverwaltung greifbare Formen an. So bildeten sich die Ämter Hamm, Kamen und Unna. Bis zur Wende zum 16. Jahrhundert hatten sich die Torcks zu einer regelrechten Beamtendynastie entwickelt; Mitglieder ihrer Familie verwalteten die Ämter Unna, Neuenrade und Dülmen. Godert Torck war klevischer Hausmarschall und Amtmann im niederrheinischen Goch (1489/1509). Die Amtmänner agierten dabei vielfach in eigener Regie. Finanzielle Nöte zwangen den Landesherrn zur Verpfändung. Einige kapitalträchtige Familien, unter ihnen die Torcks, nutzten die Zwangslage ihrer Landesherren, um die wichtigsten staatlichen Verwaltungsstellen an sich zu bringen.
Nur der Adelige, der sich rechtzeitig auf die neue Zeit umstellte, ging nicht im Bauer- oder Bürgertum auf. Feuerwaffen und Landknechtsheere verdrängten endgültig den mittelalterlichen Einzelkämpfer und damit die Ritterschaft. Der mittelalterliche Einzelkämpfer, sprichwörtliche Haudegen, wie es noch die Volenspits gewesen waren, waren nicht mehr gefragt. Wer den Anschluss nicht verlieren wollte, musste in feste staatliche Dienste treten. Herkunft und soziale Stellung ließen nur die Wahl zwischen Verwaltungsdienst und Offizierslaufbahn. Alle Geschlechter, die bis in die neueste Zeit ihre Stellung halten konnten, haben einen dieser Wege beschritten. Die fachlichen Voraussetzungen für den Beamtenberuf erwarben die Adeligen häufig auf Hochschulen und Universitäten. Die Offizierslaufbahn stellte geringere Anforderungen.
Reichtümer waren in beiden Berufen nicht zu gewinnen. Einem kurfürstlich-brandenburgischen Obristwachtmeister standen 1670 monatlich 27 Reichstaler zu, einem Obristleutnant 38 Reichstaler, ein Capitain erhielt 40 Reichstaler. Auch andere Landesherren zahlten nicht besser.
Die Lebenshaltung war hingegen aufwendig. Reputation und standesgemäßes Auftreten waren nicht billig. Der Finanzhaushalt eines Adeligen stand gewöhnlich auf schwachen Füßen. Viele Güter waren mit Hypotheken belastet. Einzelne Grundstücke oder Höfe mussten abgestoßen werden, um die hartnäckigsten Gläubiger zufriedenzustellen. Zwar konnte eine günstige Heirat den Etat ausgleichen; aber bei der Abfindung jüngerer Geschwister musste ein Schlossherr sich so große Schulden aufbürden, dass unvorhergesehene Ereignisse wie Krieg oder Berufsunfähigkeit ihn in den Konkurs trieben.
Trotzdem legten die meisten Adeligen großes Geschick an den Tag, immer neue Geldquellen zu erschließen, ihre Gläubiger zufrieden zu halten und daneben ihren Besitz durch Ankäufe noch zu vergrößern.
Auch der Sitz der Adeligen wandelte sich beim Übergang vom Mittelalter zur Neuzeit. Die oft recht dürftigen Befestigungen verschwanden, repräsentative Wohngebäude entstanden. Die Burg wurde zum Schloss. Für den mittelalterlichen Ritter hatten die Burgländereien nur eine untergeordnete Rolle gespielt. Nun wurde versucht, die steuerfreie Hovesaat auf Kosten der landesherrlichen Kasse zu vergrößern. Kotten und Höfe wurden stillgelegt und gingen in die Hovesaat auf.
Am Beispiel des Oberhofes Herringen wird sichtbar, wie die hochadeligen und kirchlichen Grundherrschaften zerfielen und die Unterhöfe in verschiedene Hände kamen. Im 14. und 15. Jahrhundert wurden sie zu einem Spekulationsobjekt für Ritter und finanzstarke Bürger. Gehandelt wurde nicht der reale Wert von Grund und Boden, sondern die Einkünfte aus Abgaben und Gefällen. Nicht selten wechselte ein Hof fünf- bis sechsmal während eines Jahrhunderts seinen Oberherrn.
Zu Beginn des 16. Jahrhunderts beruhigte sich der Markt. Landesadelige und städtische Patrizier sammelten Höfe und Kotten um einen Mittelpunkt. Zu weit entfernter Besitz wurde abgestoßen. Es entstand ein neuer Grundherrschaftsverband, straffer und geschlossener als der mittelalterliche. Neben Naturalabgaben wurden Hand- und Spanndienste für den vergrößerten adeligen Eigenbetrieb unentbehrlich.
Die Geschichte der adeligen Torkschen Grundherrschaft Nordherringen spiegelte diese allgemeine Entwicklung wider. Als die Smelings Godert Torck das Haus Nordherringen um 1500 überließen, beschränkte sich der Besitz auf die umliegenden Hofesländereien, die keineswegs schon ihre spätere Größe hatten. Ab 1504 konnten die Torcks ihre Besitzungen erweitern. In diesem Jahr übertrug Deutz an Godert Tork dat gude genannt Brandeshoff gelegen zo Northerringen in dem Kirspill van Heringen up deme Beysey. Den Blasumer Oberhof mit den noch vorhandenen Unterhöfen hatte Gert (Godert) Torck seit 1507 von den Volmarsteinern zu Lehen.
Die märkischen Lehnsgüter Mittorp/Eversmann waren von 1510 bis 1584 im Besitz der Familie von Neheim und Werries. Für insgesamt 250 Reichsthaler – eine Summe, die den Nutzwert beider Höfe überstieg – wurden die Güter nach und nach verpfändet. Zu den Gläubigern der von Neheim gehörte auch Jasper Torck. Bis 1631 wechselten die Höfe Evermann/Mittorp an das Haus Nordherringen.
Bevermann, Brüggemann und der Marckskotten am Kirchplatz (1844 Schlüter) wurden im Laufe der Zeit vom Hause Torck erworben. Einzelheiten sind nicht bekannt. Um 1600 eigneten sich die Torcks den Schemmannskotten und die Ländereien der Vollenspitschen Kapellenstiftung an. Caspar Torck entschädigte seinen Vikar 1628 mit einer Jahresrente von 24 Reichsthalern.
Bei dem Heidekotten Nölken scheinen die Torcks ihren Einfluss als Weideherren der Herringer Gemeinheit geltend gemacht zu haben. Der Kotten war erst nach dem Dreißigjährigen Krieg entstanden. Auch er stand im Eigentum von Nordherringen.
Nach dem großen Krieg rundeten die Torcks ihre steuerfreie Hovesaat durch Einbeziehung brachliegender Höfe ab. So entstand das Torcksfeld, eine zusammenhängende Ackerfläche von 42 preußischen Morgen. Vier Vollhöfe verschwanden damals aus der Herringer Geschichte. Es gelang den Torks, den Landesherren, um die Grundsteuern zu prellen. Um die kirchlichen Abgaben kamen sie aber nicht herum. Der Hof Brüggemann lieferte dem Pfarrer sechs Scheffel Gerste als Meßkorn für die ehemaligen Höfe Eickmann, Platzhoff (Plarenhof), Rollmann (auch Kottmann), Altaristengut (2 Scheffel) und für Nordherringen selbst.
Nur die Solstätte des Kottmann-Rollmannhofes lässt sich noch bestimmen. An sie erinnert die Flurbezeichnung Rollhof nördlich des Lünener Weges in Höhe des 1930 verlegten Herringer Baches.

### Gerechtigkeiten
An adeligen Gerechtigkeiten und Privilegien war das Haus Nordherringen nicht arm. Freizapfen und Mühlengerechtigkeit waren Vorrechte, die den Torcks manchen Taler einbrachten. Mit Erfolg ging der preußische Staat gegen die adelige Konkurrenz seiner staatlichen Mühlen vor. Die Einwohner des Amtes Hamm mussten ihr Korn auf einer der Lippemühlen am Nordentor in Hamm mahlen lassen. Torcks Mühle, neben den beiden Mühlen des Hauses Brüggen (v. Kettler) die einzige Privatmühle des Amtes, durfte weiterhin für den adeligen Haushalt den Ertrag der Hovesaat vermahlen.
1724 bekräftigte König Friedrich Wilhelm einen Entscheid seiner Klever Regierung, nach dem der Major von Torck für seinen Freizapff am Gründewald Ambts Hamm (heute Gastwirtschaft Tipp) jährlich eine feste Summe an die Akzisekasse zu zahlen hatte.
Weitere Rechte des Hauses Nordherringen waren die Jagd im Dorfe Herringen und die Fischerei auf der Lippe westlich des Hauses. Im Übrigen waren mit dem Hause Nordherringen die adeligen Gütern zustehenden Vorrechte in Gemeinde und Pfarrei verbunden: Kirchensitze zu Herringen und in der Kapelle zu Nordherringen; Begräbnisstelle in der Kirche zu Herringen; freie Taubenflucht; gemeinsam mit benachbarten Adeligen die Weideherrschaft in der Reck-Kamenschen Heide; das Patronatsrecht zu Nordherringen; die Wahlstimmen zum Prediger, Küster und Lehrer; die Landtagsfähigkeit.

### Das 17. Jahrhundert und die Reformation: Die Torcks bleiben katholisch
Die Torcks des 15. Jahrhunderts standen vornehmlich in landesherrlichen Beamtendiensten. Im 17./18. Jahrhundert waren sie ohne Ausnahme Offiziere.
Jasper (1580/1617) setzte sich dadurch in Widerspruch zu seiner Gemeinde und zur märkischen Ritterschaft, dass er im alten Glauben verharrte, obwohl die Grafschaft Mark nahezu geschlossen zur evangelischen Religion übertrat. Sein Entschluss hatte weitreichende Folgen. Jahrhundertealte Familienbeziehungen zu den benachbarten Adelsgeschlechtern zerrissen. Fortan war die Lippe nicht nur die Landesgrenze, sondern auch Trennlinie zwischen zwei sich erbittert bekämpfenden Glaubenswelten. Torcks Platz mit seiner katholischen Missionsstation erschien wie ein vorgeschobener Außenposten des katholischen Hochstifts Münster.
Folgerichtig wuchsen dadurch die Torcks aus der andersgläubigen Grafschaft Mark heraus und knüpften Beziehungen zum katholischen Ausland. Sie heirateten Frauen aus katholischen Geschlechtern des Kölnischen Sauerlandes oder des Münsterlandes. Jasper heiratete Margarete, Erbtochter zu Galen (Dinker). Sein Sohn Casper (niederdeutsch: Jasper) führte den Titel eines Herrn zu Nordherringen und Galen. Der Enkel musste den Namen Galen wieder aufgeben.
Jaspers Tochter Margarete wurde 1621 als Kanonisse zu Hörde aufgenommen. Ihre Schwester Margret Catharina heiratete den katholischen Arnold Henrich v. Fresendorff zu Opherdicke. Dietrich Adolfs Ehegattin stammte aus dem evangelischen Geschlecht der Fridag auf Buddenborg. Über die Bereitschaft, zum Glauben ihres Mannes überzuwechseln, gab sie 1700 folgende Erklärung ab: Ich gelobe, verspreche und schwöre bei Gott und allen seinen außerwehlten heiligen und meiner seel, daß ich meinen irthums verlaßen, und zu gelegner Zeit die Römisch-Catholische Religion auß freyen willen und ungezwungen annehmen und darin biß in den todt verharren will. Alßo hellfe mir die allerheiligste und unbegreyfligste Dreyfaltigkeit und alle Heiligen und außerwehlten Gottes. Im Jahre 1700 den 13. Juny, ElisabWLeth Charlotte von Fridag, Frau von Torck. Es ist nicht bekannt, ob die Freifrau ihr Versprechen einlöste. Ihr Sohn Dietrich Adolf war Domherr zu Münster. Das kanonische Recht verbot ihm die Ehe mit der Frau seines verstorbenen Bruders. Daher trat er 1735 zum reformierten Bekenntnis über.
Seit der Reformation hatten die Torcks ihre Sitze in der katholischen Kirche zu Bockum gehabt. 1736 wurden ihnen vom reformierten Konsistorium Plätze in der St.-Viktor-Kirche zu Herringen (zur linken Hand auff dem Chor auf den Begräbnissen des Hauses Stockum) angewiesen. Ab 1737 trat der Freiherr von Torck wiederholt als Mitglied des reformierten Konsistoriums auf. Die katholische Missionsstation auf Nordherringen wurde von dem Religionswechsel nicht betroffen. Die Torcks konnten den Gottesdienst wohl behindern, Gesetz und Regierung sicherten aber den Fortbestand der katholischen Gemeinde.

### Im Dienst katholischer Landesherren
Im Dreißigjährigen Krieg war das Waffenhandwerk der einträglichste, oft der einzig mögliche Beruf für einen Adeligen. Jasper Tork hielt sich auf Seiten der Kaiserlichen in Hamm auf. Da rückten die Hessen ein, belagerten die Stadt und vertrieben die Kaiserlichen. Jasper fand bei dem Angriff den Tod. Seine Witwe klagte in einem Brief vom 24. Februar 1637, dass ihr Ehemann Casper Torck in der Stadt Hamm in der H. Hessischen Impresse erschlagen worden war und sie nun als traurige Witwe mit etlichen minderjährigen Kindern zurückblieb.
Jaspers Bruder tat 1671 als Hauptmann Dienst, sicherlich nicht im Heere seines Landesherrn, des Kurfürsten von Brandenburg.
Dietrich Adolf (1637/82) stand im Range eines Oberstlieutenants. 1678 war er Ober Commendand der Stadt Münster. Zu seiner Zeit wurde das Schloss Nordherringen Schauplatz einer blutigen Auseinandersetzung zwischen Franzosen und Brandenburgern.

### Kampf um Nordherringen
Nordwestdeutschland war 1672/73 erneut Kriegsschauplatz. Ludwig XIV. stand im Kampf mit den Niederländern. Brandenburgische und kaiserliche Truppen kamen den Holländern zu Hilfe und besetzten einige fest Plätze des mit Frankreich verbündeten Bischofs von Münster. Doch zu Anfang des Jahres 1673 rückte ein starkes französisches Entsatzheer unter Marschall Turenne den wankenden münsterischen Truppen zu Hilfe. Haus Nordherringen wurde besetzt und von den Franzosen verteidigungsklar gemacht. Den Brandenburgern war an dem wichtigen Brückenkopf viel gelegen. Sie griffen das feste Haus an. Der Plan war den Franzosen vorzeitig verraten worden. Die Brandenburger erlitten eine empfindliche Niederlage. 500 Mann sollen bei dem Sturmangriff gefallen sein. Unter den Toten waren auch die beiden Kommandeure Oberst von Osten und Obristwachtmeister von Syberg. Nach der Schlacht inspizierten der münsterische Bischof von Galen und Marschall Turenne die Befestigungen. Die Besatzung wurde um 300 Mann verstärkt.
Wie sich der damalige Schlossherr bei den Kämpfen um sein Gut verhielt, ist nicht überliefert. Als münsterischer Offizier stand er sicherlich auf französischer Seite.
Dietrich Adolfs gleichnamiger Sohn, der als Kind die Schlacht um Nordherringen miterlebt hatte, wählte nach der Familientradition das Kriegerhandwerk. Als Infanteriemajor diente er 14 Jahre lang im Heer der münsterischen Fürstbischöfe Friedrich Christian von Plettenberg und Franz Arnold von Wolff-Metternich zur Gracht. Unter dem kölnischen Fürstbischof Clemens August I. von Bayern hatte er den Rang eines Obristlieutenants.
Eigentlich hätte sein älterer Bruder Jobst das Nordherringer Erbe übernehmen müssen. Doch der zog eine Erbschaft im Herzogtum Jülich vor. Seinem Vater hatte eine Verwandte, Stefanie von Raesfeld, Äbtissin zu Bocholtz, das Erbrecht auf Burg Kreuzau südlich Düren vermacht. Als die Stiftsherren zu Nideggen die Schenkung nicht anerkannten und das Lehen für heimgefallen erklärten, besetzte Dietrich Adolf die Burg. Vor dem Prozess, der nun auf ihn zukam, wich er zurück. Er gab die Burg wieder auf. Erst sein älterer Sohn, der kaiserliche Major Caspar Jobst, hatte Mittel und Ausdauer, seine Ansprüche vor Gericht durchzusetzen. 1701 wurde ihm die Burg zugesprochen. Ein Jahr darauf heiratete er auf Kreuzau Isabella von Dunkel. Die von ihm begründete rheinische Linie der Torcks starb 1883 aus.
Von den vier Söhnen Dietrich Adolfs (II.) lebte 1730 nur noch der zweitjüngste. Er wurde evangelisch und heiratete die Witwe seines mit 26 Jahren verstorbenen Bruders Dietrich Heidenreich. Aus der Ehe gingen zwei Söhne hervor: Friedrich Ludolph, letzter Schlossherr auf Nordherringen, und Giesbert Wilhelm Ferdinand.
Giesbert stand am Ende einer langen Ahnenreihe verdienter Offiziere. Er brach mit der Familientradition und trat in preußische Dienste. Seine Familie war inzwischen völlig verarmt. Der evangelische Armenfonds borgte ihm 200 Reichsthaler zur Ausrüstung. Giesbert stellte 1778 daher folgende Schuldverschreibung aus:
Nachdem ich Endes unterschriebener in so weit wider hergestellet worden, daß ich mich zu fernern Königl. Krieges Diensten capabel befinden, und ich würcklich als Stabs Capitain unter dem höchlöbl. von Salenmonschen Bataillon wieder angesetzet bin, zu meiner Equipage aber eine Summe Geldes benötight bin, welche ich jetzt nicht anzuschaffen weiß … (streckte das Konsistorium ihm 66 2⁄3 Stück holl. Dukaten vor).
Giesbert war unverheiratet. Über weitere Einzelheiten seiner Lebensgeschichte, insbesondere nach dem Konkurs seines väterlichen Stammhauses, ist nichts bekannt.

### Konkurs 1788: Ursachen
Trotz zahlreicher eigenhöriger Kotten und Höfe und trotz einer großen, unbestimmten Hofesaat, trotz vieler Privilegien und Vorrechte ging das Gut Nordherringen im Jahr 1788 in Konkurs. Man kann dies nicht seinem Besitzer anlasten. Friedrich Ludolph von Torck hatte nicht mehr zum Ruin seines Gutes beigetragen als seine Vorfahren. Er hatte Darlehen aufgenommen, wenn er in Schwierigkeiten war, und einige Teile des Gutes verkauft, wenn er keinen anderen Ausweg mehr wusste. Aber als letztes Glied einer langen Kette von Schuldnern trug er die Lasten seiner Vorgänger, was ihn schließlich finanziell überforderte.
Die tiefere Ursache des Torckschen Konkurses war eine langwährende, wachsende Verschuldung. Der Anlass war der Siebenjährige Krieg mit einem allgemeinen wirtschaftlichen Niedergang, den besonders die Adelssitze zu spüren bekamen. Bereits 1626, also während des Dreißigjährigen Krieges, war Roger Torck in diesen unns obliggenden schwierigen Kriegszeitten nicht in der Lage, die Lehnsgebühren von 32 Gulden für seine beiden Deutzer Lehen Brand und Pippelbrock zu entrichten. In der gleichen Sache schrieb die Witwe Dietrich Adolfs (I.) 1686 mehrmals an das Kloster Deutz: Nicht aus Frevel und Bosheit, sondern aus bedürftigkeit habe sie den Lehnsvertrag bisher nicht erneuern können. Caspar Jobst suchte 1700 in Deutz nach, den Brandhof mit 200 Reichsthalern zu belasten. 1668 war ein Teil des Heulandes im Herringer Mersch für 50 Reichsthaler an den Hülshof verpfändet.
Bei der Aussteuer seiner Schwestern und der Abfindung seiner Brüder musste der Erbherr tief in die Tasche greifen. 1699 beanspruchte der von Dücker auf Altehoff den Brandhof für eine Brautschatzforderung.
Den Verzicht auf sein Erstgeburtsrecht ließ sich Caspar Jobst teuer bezahlen. Sein Bruder Dietrich Adolf (II.) sicherte ihm 1691 zu: lebenslang einen Diener mit zwei Pferden, freien Aufenthalt zu Nordherringen, Leinwald, Kleidung und Spielgeld.
Mehrere Freifräulein von Torck wurden Stiftsdamen in den adeligen Klöstern Clarenberg (Hörde), Herdecke, Langenhorst und Welver. Der Erbherr zahlte für sie eine Aufnahmegebühr, das Statutengeld. 1621 forderte das Damenstift Clarenberg von der Witwe Torck 140 Spezies- und 47 gewöhnliche Taler für die Aufnahme ihrer Tochter Margarete.
Da die adeligen Standesgenossen die gleichen Geldschwierigkeiten hatten, blieb die Mitgift, die die verwirrten Finanzen hätte ordnen können, häufig auf dem Papier stehen. Dietrich Adolf I. heiratete 1657 Elisabeth Sophia Amalia von Schwansbell zu Oberfelde. 1664 stritt er sich mit Gerhard Friedrich von Melschede vor dem Reichskammergericht in Wetzlar, der höchsten Gerichtsinstanz des Reiches, um Güter, die von Torck wegen 2.000 Reichsthalern Brautschatzforderung zugewiesen, aber von Melschede genutzt wurden. Über den Ausgang des Prozesses ist nichts bekannt. Man kann sich aber vorstellen, wie kostspielig es war, eine Streitsache durch alle Instanzen bis zum obersten Gericht zu treiben.
Die Akten eines weiteren Prozesses bewahrt das Stadtarchiv Werne auf. Dieses Mal legte sich Caspar Torck mit Bürgern und Bauern an. Im Frühjahr 1595 hatte das Hochwasser die Lippewiesen überschwemmt. Haus Nordherringen war nur mit dem Kahn zu erreichen. Als einige von Torcks Leuten durch die „Schwane“ und das „Voderholl“ jenseits der Lippe zum Schlosse wollten, versperrten ihnen Stockumer Bauern und Werner Bürger den Weg. Es kam zu einer blutigen Schlägerei. Torcks Knechte wurden zusammen mit dem Bruder des Schlossherrn gefangen genommen und im Triumph nach Werne geführt. Harte Worte fielen: Die Bauern muißen zusammenfallen und Torcke thoet schlagen! und Wo ferner Torck sich seiner guder im Stifft Munster nicht enthalten würde, solten ihn die Bauren thoet schlagen. Der Bauer Österschulte war zu spät gekommen und hatte enttäuscht gerufen: Hette ich darbeikommen, ich wollte mit darauff geschlagen haben, der Teuffel sol dardurch gefahren haben. Vergeblich verlangte Torck die Bestrafung der Schuldigen. Die Stadt Werne deckte ihre Bürger und verlangte zunächst eine Kaution von dem Kläger. Sie behauptete, der Hauptangeklagte sei schwer krank. Es sei unverantwortlich, durch Einkerkerung seinen Tod zu verschulden. Torck wanderte nach Werne und bot dem Bürgermeister eine Kaution an, doch der wies sein Ansinnen zurück. Kein Bürger thuet dem anderen nicht zuwider! klagte Torck. Wegen eines Formfehlers schob die Stadt Werne den Prozess weiter an das Hofgericht des Kölner Erzbischofs. Über den Ausgang des Prozesses ist auch diesmal nichts bekannt.
Nach dem Siebenjährigen Krieg ging es mit den Torcks endgültig bergab. Das Schloss, das 1758 erneut belagert worden war, brannte 1764 ab. An einen Neubau großen Stils war nicht mehr zu denken. Das Wohnhaus, das an die Stelle des abgebrannten trat, zeigte nur zu deutlich die Spuren wirtschaftlichen Verfalls. Es war wesentlich kleiner als seine Vorgänger und wurde 1828 bereits wieder abgerissen.
Der Zusammenbruch erfolgte in zwei Etappen. 1777 wurde der Freizapfen Brand am Grünewald und der erste Nordherringer Kuhkamp verkauft. 1780 wurde der Hof Mittorp versteigert. Er war auf 1109 Reichsthaler veranschlagt, brachte aber nur 780 Reichsthaler ein.

### 27. Februar 1787: Zwangsversteigerung
Am 27. Februar 1787 versammelten sich die Gläubiger und Kauflustigen in der Gastwirtschaft am Grünewald. Niemand war bereit, das Gesamtgut mit allem Zubehör zu ersteigern. Einzeln gingen Kotten und Höfe in bürgerliche Hände. Das wohlhabende Bürgertum war am zahlungskräftigsten. Die Hypothekenbücher nennen folgende neue Eigentümer: Kupferschläger Stephan Theodor Voß, Justizkommissar Laar, Henriette Sophia Middendorf aus Wassercourl, Prediger Caspar Ludwig Klönne aus Rhynern, Kaufmann Stüncke und die evangelische Kirche Herringen.
Von den eigenhörigen Bauern war keiner kapitalkräftig genug, seine Hofesstelle freizukaufen. Sie wechselten nur den Grundherrn. Da aber die neuen Eigentümer nicht sonderlich an ihren Erwerbungen interessiert waren und die Bauern in den nächsten Jahren zu bescheidenem Wohlstand kamen, ging mancher Hof und mancher Kotten schon vor Aufhebung der grundherrschaftlichen Bindung in freies bäuerliches Eigentum über.
Das Gut Nordherringen mit dem größten Teil der abgabefreien Hovesaat kaufe die Familie von Kleist. Sie wurde nicht in Herringen ansässig und verkaufe das Restgut 1798 an den Geheimen Kriegsrat (Rat der Kriegs- und Domänenkammer zu Hamm) Ernst von Reden. Dessen Tochter Henriette heiratete den Hauptmann von Budritzky.
Gegenüber der Teilungskommission konnte v. Budritzky die Vorrechte des Hauses Nordherringen in der Allmenge nur zu einem Viertel durchsetzen. Die Hudeberechtigung wurde 1821 von 200 auf 50 Schafe herabgesetzt, die Weideherrschaft in der ungeteilten Heide abgelehnt.
Mit 134 Morgen im Wert von 1.405 Thalern bekam Reden für das Restgut Nordherringen 1832 mehr Gemeinheitsgrund als irgendeiner der übrigen Berechtigten.
Die Familie Budritzky wurde von den Brüdern Gottfried und Carl von Werthern aus Broel, Kreis Soest, beerbt. Sie verkaufen einzelne Grundstücke an Herringer Bauern, parzellierten das große Torcksfeld und überließen den Rest am 28. September 1846 dem Wirt Giesbert Brand am Grünewald für 6.145 Thaler. Der Verkauf brachte den Brüdern keinen Gewinn, denn das Gut war (schon wieder oder immer noch) mit 6.600 Thalern Hypotheken belastet.
Gastwirt Brand verkaufte das Haus Nordherringen 1847 auf Abbruch. Vermutlich von dem Haus stammende Bauteile des 16. Jahrhunderts finden sich eingemauert in der katholischen Kirche von 1771/75, der Nachfolgerin der alten Burgkapelle.
An Gebäuden waren 1828 nur noch Schafstall, Brückenhaus, Mühle und Mühlenhaus vorhanden. Die Lippebrücke, für 1810 noch bezeugt, war abgebrochen. Eine Fähre verband Nordherringen mit dem Münsterland. Das ehemalige Torcksche Brückenhaus wurde Fährhaus. Den Schafstall, nicht aber die übrigen, schon gar nicht mehr vorhandenen Gebäude, ließ der neue Besitzer abreißen. Das Fährhaus verschwand 1936.

### Grabungen
Schon Hofrat Moritz Friedrich Essellen fand von der Burg nur Ruinen vor.
Bei der Verlegung einer Rohrleitung durch das Gelände der Torcksburg stieß man 1950 auf Grundmauerreste. Der Fund veranlasste das Museum Hamm zu einer Suchgrabung, die Grundmauern aus verschiedenen Bauperioden freilegte. Neben großen, mittelalterlichen Ziegeln, mit Bruchsteinen und Haar durchsetzt, stieß Bänfer im nördlichen Teil auf die Überbleibsel eines Kohlenkellers mit Resten von Steinkohlen. Bauschutt fand sich nur in geringen Spuren. Die brauchbaren Baumaterialien waren von der Bevölkerung gründlich abgetragen worden. Aus den Trümmern der Burg soll die katholische Kirche in Nordherringen erbaut worden sein. Die Grabung ergab eine verhältnismäßig breite Gräfte mit einer Tiefe von 1 – 1,5 m, einer Breite bis zu 17 m und einer Sohlenbreite bis zu 9 m.

### Die Torcks nach dem Nordherringer Konkurs
Die Geschichte der Torcks nach ihrem wirtschaftlichen Ruin betrifft nur noch die münsterländischen Besitzungen, die von der Zwangsversteigerung nicht betroffen wurden. Nur das Volmarsteiner, später von der Reckesche Lehen Schulze-Blasum fiel an den Lehnsherrn zurück. Die Stockumer Höfe Kornote, Middelmann, Hoppe und der Bockumer Hof Holz kamen durch die Hand der Freifrau Josina Wilhelmine von Torck, Tochter Friedrich Ludolphs von Torck, an die Geschwister von Plettenberg-Schwarzenberg.
Das ehemalige freiadelige Haus Adolphsburg, 1788 vom Hauptmann Torck auf drei Generationen an Ignatz Reimann vererbpachtet, löste 1851 seine Verbindlichkeiten mit 216 Thalern von den Geschwistern Plettenberg-Schwarzenberg ab.
Der Teilungsrezess der Bockumer Marken Dornheide, Hölterbrede, Lausbach, Nierfeld und Wellingholz gestand den Erben der Torcks die Weideberechtigung und damit einen Allmendeanteil zu. Die Geschwister von Plettenberg beanspruchten außerdem die Weideherrlichkeit in den genannten Marken, Weidehühner und die Fischerei im Lausbach, der die Adolphsburg umfließt. Wie weit sie mit ihren Forderungen durchdrangen, ist nicht bekannt.
Sämtliche ehemaligen Torckschen Leibeigenen und Stuhlfreien des Münsterlandes lösten ihre Gefälle in der ersten Hälfte des 19. Jahrhunderts ab. Die Markenanteile wurden verkauft. Eine Generation nach dem Nordherringer Konkurs waren auch die letzten Reste der ehemaligen Grundherrschaft Nordherringen im südlichen Münsterland verschwunden.

## Aufbau des Rittersitzes Nordherringen einschließlich Hombergs Knap 1798
Im „Landgerichts Hypotekenbuch Hamm Vol. 33 foll. 146-149 (Abschnitt im KPH)“ heißt es zum Aufbau des Rittersitzes Nordherringen im Jahre 1798:

A die Gebäude nemlich:

1. Das mit der Scheune kombinierte Wohnhaus

2. Das Brückenhaus

3. Der Schaafstalle

4. Die Korn Mühle

5. Das Mühlenhaus

B an Gerechtigkeiten

1. Die Begräbniß Stelle in der Kirche und auf dem Kirchhof zu Herringen

2. Die Sitze in der Kirche zu Herringen und Kapelle zu Nordherringen

3. Jagd und Fischerey im Preußischen

4. Taubeflucht

5. Schäferey im Preußischen

6. Freyzapfen

7. Waldemey Gerechtigkeit und Herrschaft auf der Reck Camerschen Heide

8. Die Landtagsfähigkeit, das Patronatsrecht zu Nordherringen und die Wahlstimme zum Prediger und Küster in Herringen.

C an Pertinentien

1. An Hofraum und Garten

a) Der Hofraum einschließlich der Bleiche, sämtliche Teiche, der Mühlen Platz und die Kuhle am Schaafstall.

b) Der Baum Garten nächst der Mühle.

c) Der Baum Garten nächst der Lippe, einschließlich des Fischteiches und Gärtgens.

d) Der große Garten

e) Zwei kleine Gärtgen hinter dem ehemaligen Wohnhauße.

2. Ländereien

a) Der Rollhoff

b) Neunzehn Rügen auf der Südseite des großen Feldes

c) Dreißig Rügen daselbst an der Nord Seite gegen den Weg über

3. Weiden und Wiesengründe

a) Der dreische Fleck am Schaafstall

b) Ein Drittel von der Hacke

c) Die Schlage

d) Die kleine Schäferwiese

e) Die Westwiese einschließlich des Gasteruhes

f) Der Homborgs Knap

4. An Brandholz

a) Der kleine Buch

b) Von dem Bruche südwärts die Nummern 5, 6 und 12

5. An Hohen Gehöltz

Der Homborgs Knap südwärts.

## Haus Nordherringen in der Literatur
Haus Nordherringen wusste auch Schriftsteller zu inspirieren. So heißt es 1725 im lateinischen Gedichtband Otia Parerga des Hammer Professors Wilhelm Neuhaus in der Übersetzung von F. J. Wienstein:
Ruhig gleitet die Lippe dahin, und an ihren Ufern

Liegt manch herrliches Schloß, das einem Edlen gehört.
So auch ragt aus dem Grün ihrer Ufer, herrlich gelegen,

Dieser Edelsitz auf, der Nordherringen heißt.
Eigentum derer von Torck ist das Schloß, und weithin umgeben

Fruchtbare Felder es rings, üppige Weiden dazu.
Riesige Mengen an Obst beschert hier der Herbst: viel Gemüse

Bringen die Gärten hervor, nie ist die Küche in Not.
Unfern auch sind dichte Wälder, die Freude der eifrigen Jäger.

Und es leben im Fluß Fische von mancherlei Art.
Reichlich versorgen den Tisch die Vogelsteller und Jäger.

Aber die Fischer darin niemals ihnen stehn nach.
Über die Lippe hier führt in der Näh’ eine Brücke von Eichen,

Die dir gestattet den Weg nach dem Münsterland hin.
Namentlich ist dieses Haus doch berühmt durch zweierlei Dinge

Die kein anderes Schloß kann wohl erzählen von sich.
Hier wird Gottesdienst noch nach römischem Ritus gehalten.

Und der Pastor bekommt Stolgebühren nach Recht.
Weiterhin soll noch die späteste Zeit sich dessen erinnern,

Daß von dem Schlosse dereinst Frankreichs Banner geweht.
Unsre Soldaten wollten den Franzmann eilends vertreiben,

Aber es blieb dabei leider versagt der Erfolg.
Für ihr Vaterland starben fünfhundert wackere Männer

Und vom vergossenen blut färbte sich das Wasser rot.
Heut’ der Besitzer des Schlosses noch lebt, Herr Dietrich Adolf,

Der als Kaneb erlebt hat die furchtbare Schlacht.
Schon in den früheren Jahren war er dem Kriegsgott ergeben.

Deshalb ward er Soldate, kämpfte in mancher Schlacht.
Mancherlei Völker hat er gesehen und Städte der Menschen.

Weithin kam er umher, sah selbst Konstantins Stadt.
Und dem Mutigen wurden zuteil im Kriege viel Ehren.

Und der Edelherr ist weithin berühmt nun als Held.
Wie der Gelehrte die Bibliothek, so liebt dieser edle

Herr seine Waffen noch heut, widmet sich ihnen gern.
Jeglichen Winkel des Hauses erfüllen viel prächtige Waffen.

Aber soviel ihrer sind, jede kennt doch ihren Herrn.
Der, (wie die siebenhundert aus Gibea trefflich die Schleuder
 
meisterten) niemals verfehlt mit der Büchse das Ziel. 
Wenn auf den ragenden Dächern er sieht eine Taube

Trennt er mit sicherem Schuß ihr vom Rumpfe den Kopf.
Wenn aber Sorgen ihn dürcken, so weiß er sie schnellzu vertreiben:

Zur Trompete er greift, bläst einen schmetternden Marsch.
Edelherr, Gott möge lassen dich rüstig recht lange noch leben.

Und er verleihe dir Glück, wie du es sicher erhoffst!
Und er möge mit Glück auch segnen den Sohn dir,

Der dein Erbe wird sein, neuer Ruhm für dein Haus.